# Tlapanaloya
Tlapanaloya est un petit village situé à nord de Mexico, c'est une petite localité de l'État du Mexique et c'est la municipalité de Tequixquiac. Le pays est divisé en cinq barrios.

Village de Tlapanaloya.